# Joseph Loua
Pour les articles homonymes, voir Loua.
Joseph Loua, né le 15 novembre 1976, est un athlète guinéen spécialiste du 200 mètres.

## Carrière
Il remporte une médaille d'argent sur le 200 mètres aux Championnats d'Afrique de 1996 ainsi que la médaille d'or dans la même épreuve aux Jeux de la Francophonie de 1997. Il participe également aux Championnats du monde en 1995, 1997 et 1999 ainsi qu'aux Jeux Olympiques en 1996 et 2000,  mais n'a jamais atteint le tour final. Il est le porte-drapeau de la Guinée lors de ces deux Jeux olympiques.
Ses records personnels sont de 10,56 s. sur le 100 mètres réalisé à L'Aigle le 1er mai 1997 et de 20,54 s. sur le 200 mètres à Tananarive le 5 septembre 1997. 